# Basketbalová Extraliga žien
La Basketbalová Extraliga žien (Extralega Femminile di Pallacanestro) è il massimo campionato della Slovacchia di pallacanestro femminile.

## Storia
Nato nel 1993 a seguito della scissione dell'ex Cecoslovacchia e la conseguente sparizione del campionato femminile di pallacanestro cecoslovacco, il campionato slovacco sorse assieme a quello ceco, che dall'anno della separazione della Cecoslovacchia è autonomo.

## Partecipanti
Le squadre nella stagione 2017-18 sono:
- Dobrí anjeli Košice, detentore
- Piešťanské Čajky, finalista
- MBK Ružomberok
- Šamorín
- Poprad
- Banská Bystrica
- Slovan Bratislava
- UKF Nitra

## Albo d'oro
- 1993  MBK Ružomberok[1]
- 1993-94  MBK Ružomberok
- 1994-95  MBK Ružomberok
- 1995-96  MBK Ružomberok
- 1996-97  MBK Ružomberok
- 1997-98  MBK Ružomberok
- 1998-99  MBK Ružomberok
- 1999-00  MBK Ružomberok
- 2000-01  MBK Ružomberok
- 2001-02  MBK Ružomberok
- 2002-03  MBK Ružomberok
- 2003-04  Dobrí anjeli Košice
- 2004-05  Dobrí anjeli Košice
- 2005-06  Dobrí anjeli Košice
- 2006-07  Dobrí anjeli Košice
- 2007-08  Dobrí anjeli Košice
- 2008-09  Dobrí anjeli Košice
- 2009-10  Dobrí anjeli Košice
- 2010-11  Dobrí anjeli Košice
- 2011-12  Dobrí anjeli Košice
- 2012-13  Dobrí anjeli Košice
- 2013-14  Dobrí anjeli Košice
- 2014-15  Dobrí anjeli Košice
- 2015-16  Dobrí anjeli Košice
- 2016-17  Dobrí anjeli Košice
- 2017-18  Dobrí anjeli Košice
- 2018-19  MBK Ružomberok
- 2019-20  MBK Ružomberok
- 2020-21  MBK Ružomberok
- 2021-22  Piešťanské Čajky
- 2022-23  Piešťanské Čajky
- 2023-24  Piešťanské Čajky
- 2024-25  Piešťanské Čajky[2]

## Vittorie per club
| Club                | Città      | Titolo | Anno                                                                                     |
| ------------------- | ---------- | ------ | ---------------------------------------------------------------------------------------- |
| Dobrí anjeli Košice | Košice     | 15     | 2004, 2005, 2006, 2007, 2008, 2009, 2010, 2011, 2012, 2013, 2014, 2015, 2016, 2017, 2018 |
| MBK Ružomberok      | Ružomberok | 14     | 1993, 1994, 1995, 1996, 1997, 1998, 1999, 2000, 2001, 2002, 2003, 2019, 2020, 2021       |
| Piešťanské Čajky    | Piešťany   | 4      | 2022, 2023, 2024, 2025                                                                   |